# ハラダサン
ハラダサン (Haradasun) とはオーストラリアで生産された競走馬、種牡馬である。オーストラリアとイギリスでG1競走を3勝。2006年にオーストラリア調教馬として史上最高額となる2250万オーストラリア・ドルで所有権の半分を買い取られ、アイルランドに移籍した。半兄にオーストラリア・アラブ首長国連邦でG1競走を4勝したエルヴストロームがいる。
馬名は世界フライ級・バンタム級の2階級を制覇した日本人ボクサー・ファイティング原田に由来し、「原田さん」をそのまま英語表記にしたもの。

## 経歴

### オーストラリア時代
※馬齢は南半球表記とする。

#### 2006年 / 2007年（2歳、3歳）
6月に競走馬デビュー戦を迎え、ナッシュ・ローウィラーの騎乗により勝利を挙げた。3歳となり初めて出走したレースにも勝利し、重賞競走初挑戦となるマクニールステークス (G3) に出走してミスフィンランドに敗れての2着となった。
2007年は緒戦から準重賞競走を2連勝し、シュヴェッパーベスセンスカップ (G3) で3着、G1競走初挑戦となったオーストラリアンギニーでは4着となるなど重賞戦線ではあと一歩という成績だった。次のジョージライダーステークスではグレン・ボスが騎乗し、G1競走初勝利を挙げた。さらに続くドンカスターハンデキャップも制し G1競走を2連勝したが、ふたたびローウィラーを鞍上に迎えて出走したクイーンエリザベスステークスでは2着だった。
その後ハラダサンは一時休養に入ったが、この間にアイルランドに本拠を置くクールモアグループがその所有権の50パーセントを取得。対価として支払われた2250万オーストラリア・ドルは、オーストラリアの現役競走馬に支払われたものとしては史上最高額となった。

#### 2007年（4歳）
復帰戦は8月のブレッチングリーステークス (G3) で、ダミアン・オリヴァーが騎乗して2着、続くメムジーステークス (G2) でも2着、ダレン・ビードマンが騎乗したダットタンチンナムステークス (G2) も2着となり、2着が続いた。そしてふたたびダミアン・オリヴァーが騎乗して挑んだターンブルステークス は3着、続くコックスプレートも3着となり安定した走りを見せたが、11月のマッキノンステークスでは13着というデビュー以来初の2桁着順という結果に終わった。競走後、脚部不安を生じて休養に入る。その後クールモアの主戦厩舎であるエイダン・オブライエンのもとへ移籍が決まり、休養中にアイルランドへと輸送され転厩した。

### アイルランド時代
※馬齢は北半球表記とする。

#### 2008年（5歳）
約半年ぶりの実戦となった転厩初戦は5月のロッキンジステークスで、ジョニー・ムルタが騎乗して挑んだが6着、続くロイヤルアスコット開催のクイーンアンステークスではフィンシャルベオやダルジナといった強豪馬を相手に戦い、ダルジナをアタマ差退け、転厩後初勝利をG1競走で飾った。レース後にこれを最後として競走馬を引退することが発表された。
引退後はクールモア・オーストラリアで種牡馬となり、北半球へシャトルされることも決定している。

## 年度別競走成績
- 2006年（2歳） 1戦1勝
- 2006年 / 2007年（3歳）9戦5勝
  - 1着 ジョージライダーステークス (G1) 、ドンカスターハンデキャップ (G1)
  - 2着 マクニールステークス (G3) 、シュヴェッパーベスセンスカップ (G3) 、クイーンエリザベス (G1)
- 2007年（4歳） 6戦0勝
  - 2着 ブレッチングリーステークス (G3) 、メムジーステークス (G2) 、ダットタンチンナムステークス (G2)
  - 3着 ターンブルステークス (G1) 、コックスプレート (G1)
- 2008年（5歳） 2戦1勝
  - 1着 クイーンアンステークス (G1)

## 血統表
| ハラダサンの血統ミスタープロスペクター系 / Nasrullah 5×5=6.25% | ハラダサンの血統ミスタープロスペクター系 / Nasrullah 5×5=6.25% | ハラダサンの血統ミスタープロスペクター系 / Nasrullah 5×5=6.25% | （血統表の出典）   | （血統表の出典） |
| 父 Fusaichi Pegasus 1997 鹿毛 アメリカ                         | 父の父Mr. Prospector 1970 鹿毛 アメリカ                        | Raise a Native                                                 | Native Dancer      | Native Dancer    |
| 父 Fusaichi Pegasus 1997 鹿毛 アメリカ                         | 父の父Mr. Prospector 1970 鹿毛 アメリカ                        | Raise a Native                                                 | Raise You          |                  |
| 父 Fusaichi Pegasus 1997 鹿毛 アメリカ                         | 父の父Mr. Prospector 1970 鹿毛 アメリカ                        | Gold Digger                                                    | Nashua             | Nashua           |
| 父 Fusaichi Pegasus 1997 鹿毛 アメリカ                         | 父の父Mr. Prospector 1970 鹿毛 アメリカ                        | Gold Digger                                                    | Sequence           |                  |
| 父 Fusaichi Pegasus 1997 鹿毛 アメリカ                         | 父の母Angel Fever 1990 鹿毛 アメリカ                           | Danzig                                                         | Northern Dancer    | Northern Dancer  |
| 父 Fusaichi Pegasus 1997 鹿毛 アメリカ                         | 父の母Angel Fever 1990 鹿毛 アメリカ                           | Danzig                                                         | Pas de Nom         |                  |
| 父 Fusaichi Pegasus 1997 鹿毛 アメリカ                         | 父の母Angel Fever 1990 鹿毛 アメリカ                           | Rowdy Angel                                                    | Halo               | Halo             |
| 父 Fusaichi Pegasus 1997 鹿毛 アメリカ                         | 父の母Angel Fever 1990 鹿毛 アメリカ                           | Rowdy Angel                                                    | Ramhyde            |                  |
| 母 Circles of Gold 1991 栗毛 オーストラリア                    | 母の父Marscay 1979 栗毛 ニュージーランド                       | Biscay                                                         | Star Kingdom       | Star Kingdom     |
| 母 Circles of Gold 1991 栗毛 オーストラリア                    | 母の父Marscay 1979 栗毛 ニュージーランド                       | Biscay                                                         | Magic Symbol       |                  |
| 母 Circles of Gold 1991 栗毛 オーストラリア                    | 母の父Marscay 1979 栗毛 ニュージーランド                       | Heart of Market                                                | To Market          | To Market        |
| 母 Circles of Gold 1991 栗毛 オーストラリア                    | 母の父Marscay 1979 栗毛 ニュージーランド                       | Heart of Market                                                | Accroche Coeur     |                  |
| 母 Circles of Gold 1991 栗毛 オーストラリア                    | 母の母Olympic Aim 1983 栗毛 ニュージーランド                   | Zamazaan                                                       | Exbury             | Exbury           |
| 母 Circles of Gold 1991 栗毛 オーストラリア                    | 母の母Olympic Aim 1983 栗毛 ニュージーランド                   | Zamazaan                                                       | Toyama             |                  |
| 母 Circles of Gold 1991 栗毛 オーストラリア                    | 母の母Olympic Aim 1983 栗毛 ニュージーランド                   | Gold Vink                                                      | Grey Sovereign     | Grey Sovereign   |
| 母 Circles of Gold 1991 栗毛 オーストラリア                    | 母の母Olympic Aim 1983 栗毛 ニュージーランド                   | Gold Vink                                                      | Goudvink F-No.14-b |                  |

### 血統背景
父フサイチペガサスはケンタッキーダービー馬である。詳しくは同馬の項を参照。母サークルオブゴールドは1994年のオーストラリアンオークスに優勝している。兄にアンダーウッドステークスやコーフィールドカップ、ドバイデューティーフリーで優勝したエルヴストローム（Elvstroam、父デインヒル）がいる。